# Jardim Vieira
Jardim Vieira é um bairro da cidade brasileira de São Paulo localizado no Jaguara, sob governo da Subprefeitura da Lapa na Zona Oeste de São Paulo.   O bairro possui localização estratégica por estar próximo a Avenida Mutingadando acesso à Rodovia Anhanguera e Osasco.

## Principais vias
- Avenida Mutinga